# Production de manioc en république démocratique du Congo

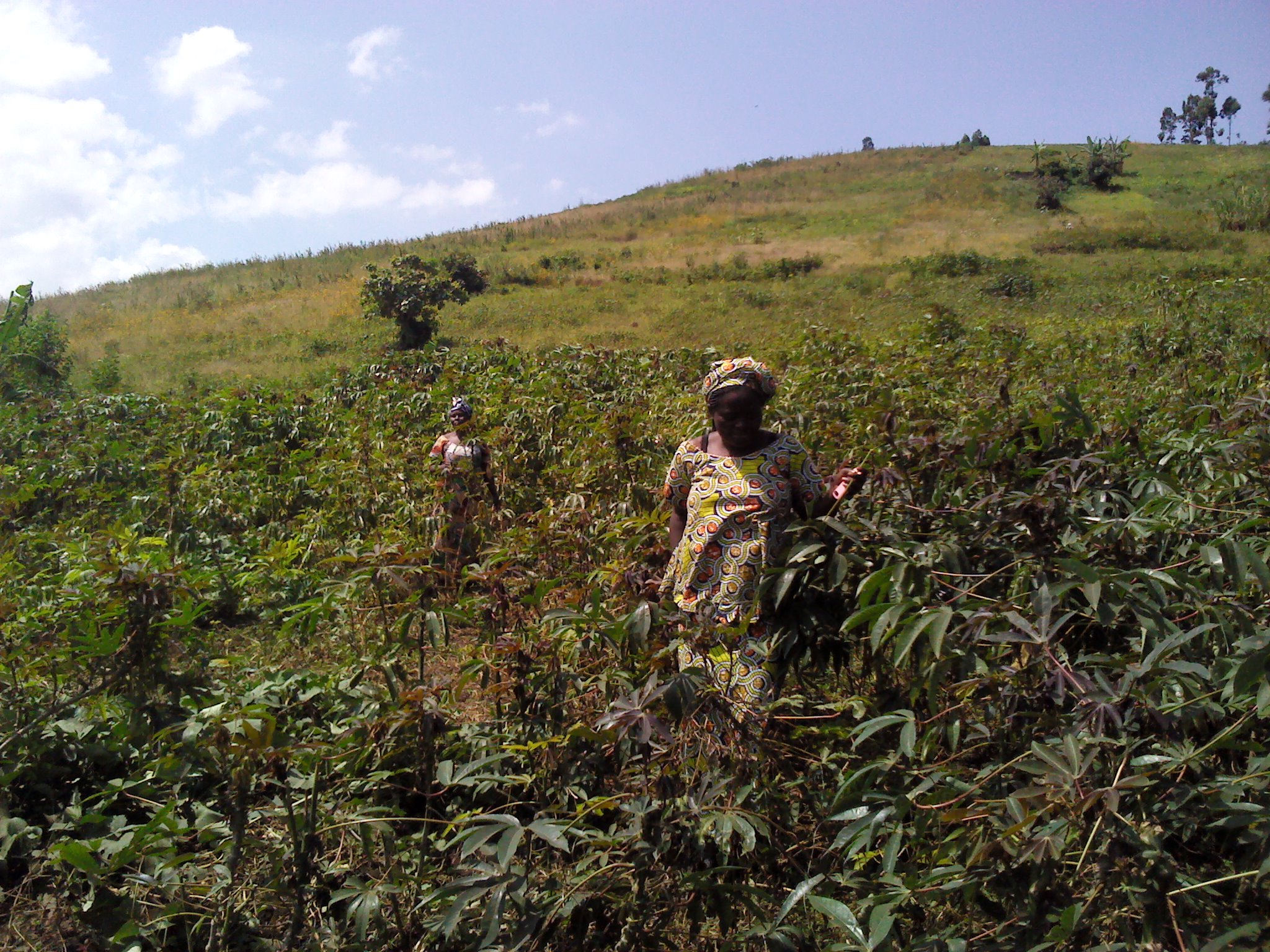
Champ de manioc en RDC.

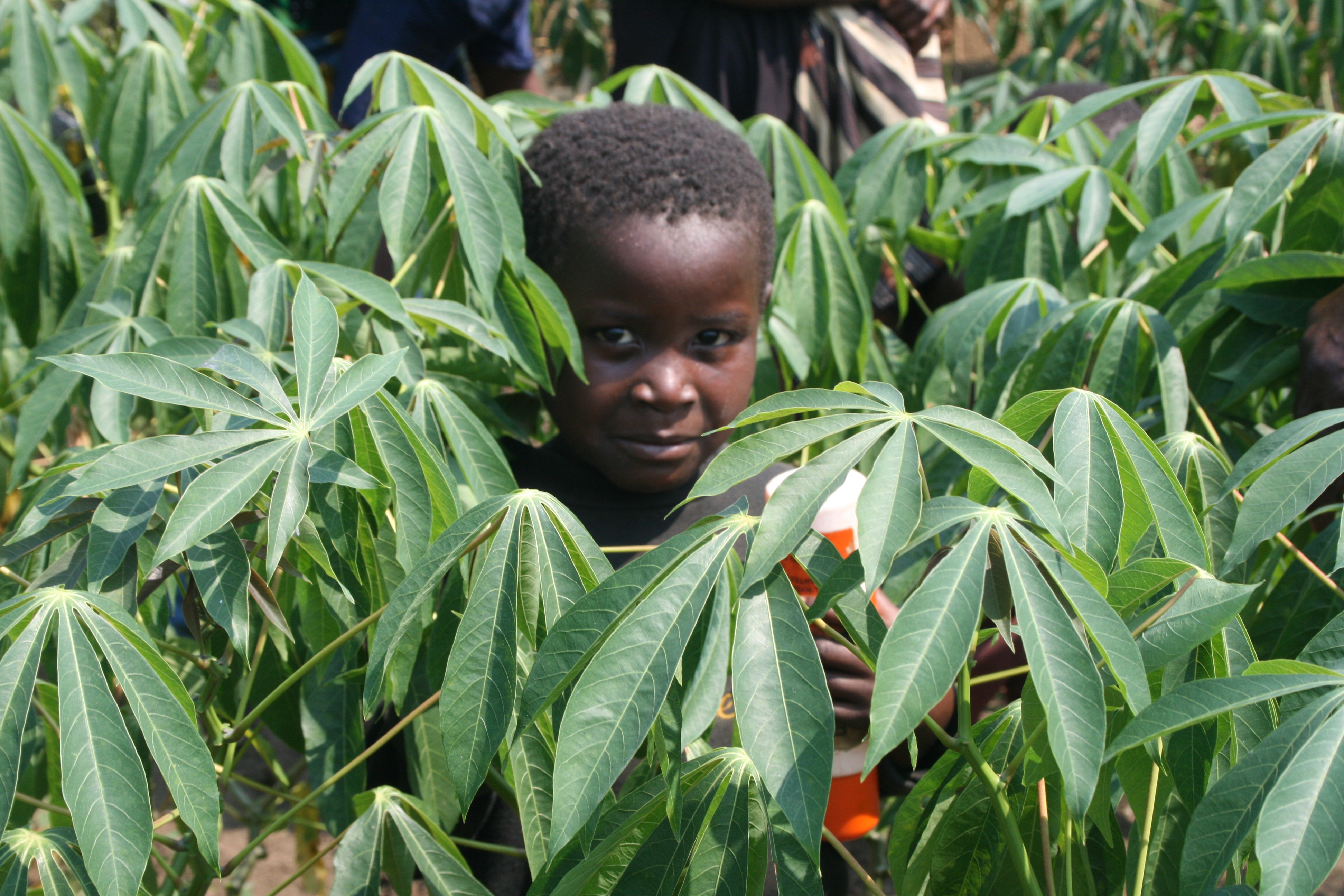
Plant de manioc résistant aux maladies.

La production de manioc en république démocratique du Congo (RDC), évaluée à environ 15 millions de tonnes par an (3e rang mondial), est une activité importante pour l'économie de ce pays, dont c'est l'une des principales cultures. La consommation annuelle moyenne de manioc par habitant, évaluée à 353 kg, y est la plus élevée au monde.  Le Zaïre, désormais RDC, était en 1996, le premier consommateur mondial de manioc, suivi par la république du Congo.

## Histoire
Le manioc (Manihot esculenta), plante cultivée pérenne originaire d'Amérique du Sud, a été introduite en 1558 en Afrique, dans le bassin du Congo, depuis le Brésil, par les  Portugais.
Cette culture était censée combattre la famine. Les agriculteurs de la région du Congo, habitués à cultiver des denrées de base comme le mil, la banane et l'igname, ont volontairement adopté le manioc, car cette plante était exempte de ravageurs et permettait une culture fiable en période de sécheresse, entièrement destinée à l'époque à la consommation intérieure sans perspective d'exportation.
Environ 22 % des terres cultivées en république démocratique du Congo (RDC) étaient consacrées au manioc en 1959Au début des années 1970, la bactériose vasculaire du manioc a entraîné l'échec total de la récolte et provoqué la famine

## Utilisation
La RDC détient le record mondial de consommation moyenne de manioc par habitant, soit 353 kg par an, ce qui équivaut à 145 kg sous forme de farine. La farine transformée en pâte est connue sous le nom de  « fou-fou ».
Le pays est également le principal consommateur de feuilles de manioc sous forme de légumes cuisinés, ces feuilles étant riches en protéines, calcium, vitamine A et vitamine C. Les produits à base de manioc fabriqués et utilisés en RDC comprennent notamment des produits de boulangerie à base de farine non fermentée, de la pâte et des gaufres, ainsi que des produits industriels tels que l'amidon, l'alcool et des biocarburants.

## Production

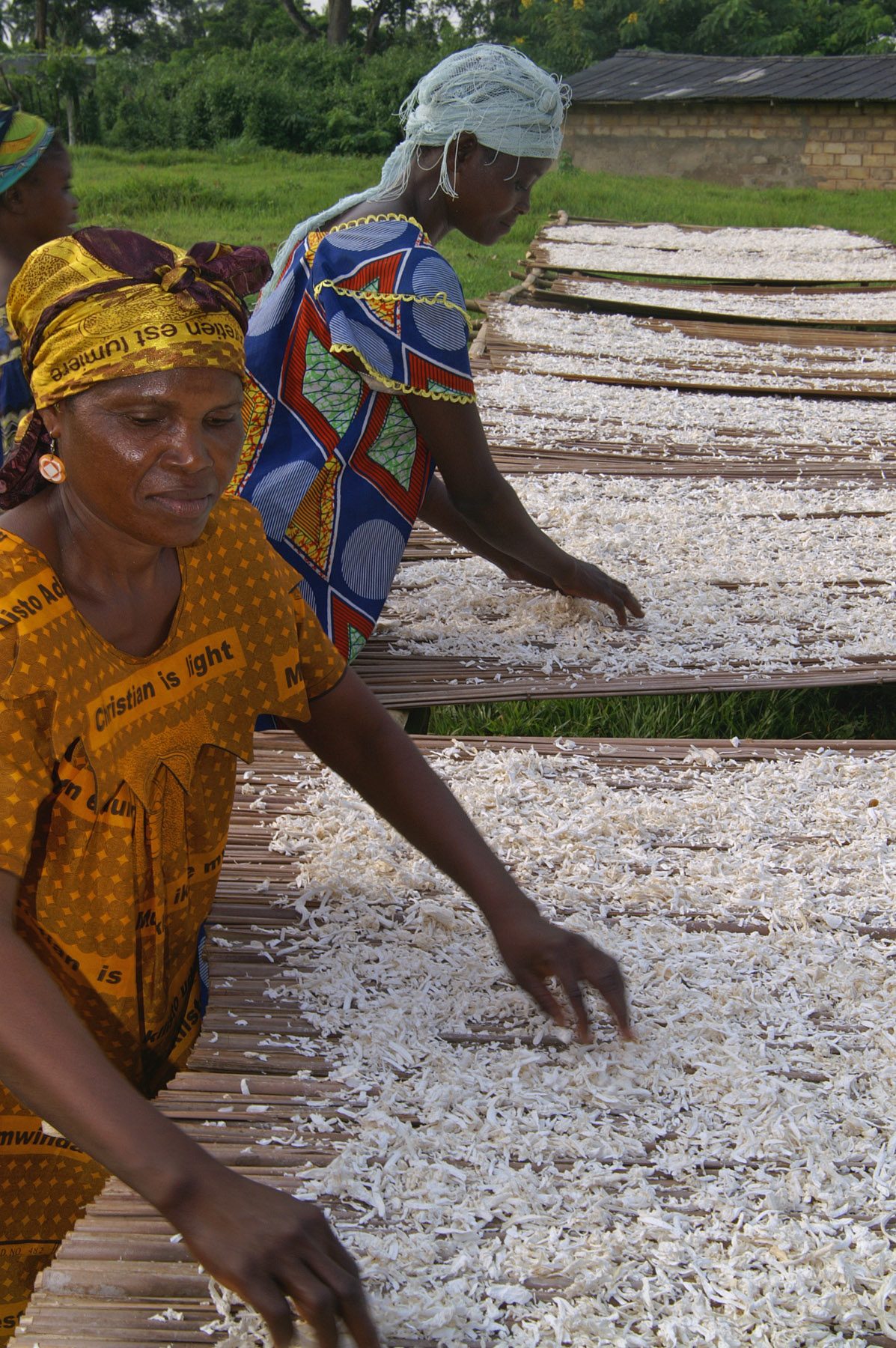
Séchage de copeaux de manioc.

La production de manioc est possible sur plus de 50 % de la superficie du territoire de la RDC. Selon une estimation de la FAO, en 2000, la production de manioc, cultivé sur une superficie de 2 millions d'hectares, s'élevait à 16,5 millions de tonnes. La région sud produisait 2,4 millions de tonnes sur une superficie de 358 000 ha
Une nouvelle variété de manioc, appelée TME 419, sélectionnée pour obtenir de meilleurs rendements, devrait remplacer progressivement la variété actuelle F100, qui est affectée par une maladie virale,  la « mosaïque du manioc ». Cette variété est devenue populaire dans l'ouest de la RDC avec un rendement et des bénéfices bien supérieurs pour les agriculteurs. Il est probable que sa culture s'étendra dans le reste du pays dans un avenir proche.
Le manioc biofortifié en vitamine A  (manioc jaune) est une autre variété introduite dans les quatre provinces de Kinshasa, Bas-Congo, Orientale et Kivu afin d'assurer la sécurité alimentaire et d'améliorer les revenus des agriculteurs. Sa  production s'élevait à environ 16 millions de tonnes en 2012. Il est prévu d'étendre sa culture dans 750 000 communautés agricoles en 2018
La production de la culture la plus importante en RDC est limitée par plusieurs facteurs tels que les infestations de parasites, l'outillage inadéquat pour la galvanoplastie et les infrastructures inadaptées. La pulpe de manioc fermentée et séchée, connue sous le nom de « cossettes », est produite selon un procédé simple et ne nécessite pas beaucoup de travail, tandis que le « chickwangue » est un produit transformé à base de manioc bien connu en RDC.